# Magsaysay (Davao del Sur)
Magsaysay è una municipalità di terza classe delle Filippine, situata nella Provincia di Davao del Sur, nella Regione del Davao.
Magsaysay è formata da 22 baranggay:
- Bacungan
- Balnate
- Barayong
- Blocon
- Dalawinon
- Dalumay
- Glamang
- Kanapulo
- Kasuga
- Lower Bala
- Mabini

- Maibo
- Malawanit
- Malongon
- New Ilocos
- New Opon
- Poblacion
- San Isidro
- San Miguel
- Tacul
- Tagaytay
- Upper Bala